# لوماندا
لوماندا (به انگلیسی: Lümanda) یک روستا در دهستان سارما، شهرستان ساره در غرب کشور استونی است.
قبل از سال ۲۰۱۵، لوماندا مرکز اداری منطقه لوماندا بود.
قبل از اصلاحات اداری در سال ۲۰۱۷، این روستا جز منطقه Lääne-Saare بود.